# خطمة (بلاد الروس)

تعديل مصدري - تعديل

خطمة هي إحدى قرى عزلة الربع الشرقي بمديرية بلاد الروس التابعة لمحافظة صنعاء، بلغ تعداد سكانها 691 نسمة حسب تعداد اليمن لعام 2004.